# Piedra Blanca (Boal)
Piedra Blanca (oficialmente y en asturiano: A Pedra Branca) es una casería perteneciente a la parroquia de Boal, en el concejo de Boal, comarca de Eo-Navia, Principado de Asturias, España.
Cuenta con una población de 2 habitantes (INE, 2013) y se encuentra a unos 430 m de altura sobre el nivel del mar. Dista algo más de 1 km de la capital del concejo, tomando desde ésta la carretera AS-22 en dirección a Vegadeo, y desviándose luego a la derecha a la altura de La Pilella.